# Коровушкин, Александр Константинович
Александр Константинович Коровушкин (28 июня 1909, дер. Лопариха, Кадниковский уезд, Вологодская губерния, Российская империя — 25 декабря 1976, Москва, РСФСР, СССР) — советский государственный деятель, председатель правления Госбанка СССР (1958—1963).

## Биография
Родился в крестьянской семье. После окончания школы-семилетки в 1923—1929 гг. работал счетоводом. В 1936 г. окончил Ленинградский финансово-экономический институт. Член ВКП(б) с 1937 г.
В 1929—1930 гг. — заведующий клубом и председатель сельсовета.
В 1936—1939 гг. — старший инспектор и заместитель управляющего отделением, заместитель управляющего, управляющий Ленинградским областным и городским Коммунальным банком.
В 1939—1940 гг. — заведующий ленинградским городским финотделом.
В 1940—1953 гг. возглавлял различные управления Правления Государственного банка СССР, журнал «Деньги и кредит», был членом Правления и заместителем Председателя Банка.
В 1953—1958 гг. — заместитель министра финансов СССР, член коллегии Министерства финансов.
В 1958—1963 гг. — Председатель Правления Государственного банка СССР. О низложении Коровушкина см. у С. Егорова.
В 1963—1966 гг. — начальник управления государственных доходов Министерства финансов РСФСР.
В 1966—1969 гг. — начальник управления финансирования промышленности Министерства финансов РСФСР.
С августа 1969 г. — начальник управления финансирования промышленности — член коллегии Министерства финансов РСФСР.

## Награды
- Три ордена Трудового Красного Знамени
- Орден «Знак Почёта»